# Lijst van voetbalinterlands Bolivia - Paraguay
Deze lijst van voetbalinterlands is een overzicht van alle officiële voetbalwedstrijden tussen de nationale teams van Bolivia en Paraguay. De Zuid-Amerikaanse buurlanden speelden tot op heden 71 keer tegen elkaar. De eerste ontmoeting was een duel in de strijd om de Copa América 1926, gespeeld in La Florida (Chili) op 23 oktober 1926. De laatste confrontatie, een kwalificatiewedstrijd voor het Wereldkampioenschap voetbal 2026, vond plaats op 19 november 2024 in La Paz.

## Wedstrijden
| №  | Plaats                  | Datum             | Competitie           | Wedstrijd          | Uitslag |
| -- | ----------------------- | ----------------- | -------------------- | ------------------ | ------- |
| 1  | La Florida              | 23 oktober 1926   | Copa América 1926    | Paraguay – Bolivia | 6 – 1   |
| 2  | Buenos Aires            | 26 januari 1946   | Copa América 1946    | Paraguay – Bolivia | 4 – 2   |
| 3  | Guayaquil               | 18 december 1947  | Copa América 1947    | Paraguay – Bolivia | 3 – 1   |
| 4  | Rio de Janeiro          | 30 april 1949     | Copa América 1949    | Paraguay – Bolivia | 7 – 0   |
| 5  | Lima                    | 16 maart 1953     | Copa América 1953    | Paraguay – Bolivia | 2 – 1   |
| 6  | Asunción                | 6 juni 1957       | Vriendschappelijk    | Paraguay – Bolivia | 5 – 2   |
| 7  | Asunción                | 13 juni 1957      | Vriendschappelijk    | Paraguay – Bolivia | 0 – 1   |
| 8  | La Paz                  | 18 augustus 1957  | Vriendschappelijk    | Bolivia – Paraguay | 3 – 3   |
| 9  | La Paz                  | 21 augustus 1957  | Vriendschappelijk    | Bolivia – Paraguay | 2 – 1   |
| 10 | Buenos Aires            | 15 maart 1959     | Copa América 1959    | Paraguay – Bolivia | 5 – 0   |
| 11 | Cochabamba              | 10 augustus 1962  | Vriendschappelijk    | Bolivia – Paraguay | 3 – 1   |
| 12 | La Paz                  | 12 augustus 1962  | Vriendschappelijk    | Bolivia – Paraguay | 3 – 2   |
| 13 | Asunción                | 17 februari 1963  | Vriendschappelijk    | Paraguay – Bolivia | 3 – 0   |
| 14 | Asunción                | 19 februari 1963  | Vriendschappelijk    | Paraguay – Bolivia | 5 – 1   |
| 15 | Cochabamba              | 24 maart 1963     | Copa América 1963    | Bolivia – Paraguay | 2 – 0   |
| 16 | Asunción                | 25 juli 1965      | WK 1966 kwalificatie | Paraguay – Bolivia | 2 – 0   |
| 17 | La Paz                  | 22 augustus 1965  | WK 1966 kwalificatie | Bolivia – Paraguay | 2 – 1   |
| 18 | Montevideo              | 25 januari 1967   | Copa América 1967    | Paraguay – Bolivia | 1 – 0   |
| 19 | Manaus                  | 25 juni 1972      | Vriendschappelijk    | Bolivia – Paraguay | 1 – 6   |
| 20 | La Paz                  | 31 maart 1973     | Vriendschappelijk    | Bolivia – Paraguay | 1 – 1   |
| 21 | La Paz                  | 2 september 1973  | WK 1974 kwalificatie | Bolivia – Paraguay | 1 – 2   |
| 22 | Asunción                | 30 september 1973 | WK 1974 kwalificatie | Paraguay – Bolivia | 4 – 0   |
| 23 | Cochabamba              | 7 juli 1975       | Vriendschappelijk    | Bolivia – Paraguay | 1 – 2   |
| 24 | La Paz                  | 6 februari 1977   | Vriendschappelijk    | Bolivia – Paraguay | 0 – 1   |
| 25 | La Paz                  | 9 februari 1977   | Vriendschappelijk    | Bolivia – Paraguay | 2 – 2   |
| 26 | La Paz                  | 10 juli 1979      | Vriendschappelijk    | Bolivia – Paraguay | 3 – 1   |
| 27 | Cochabamba              | 12 juli 1979      | Vriendschappelijk    | Bolivia – Paraguay | 1 – 1   |
| 28 | Asunción                | 1 augustus 1979   | Vriendschappelijk    | Paraguay – Bolivia | 2 – 0   |
| 29 | La Paz                  | 26 augustus 1980  | Vriendschappelijk    | Bolivia – Paraguay | 1 – 1   |
| 30 | Santa Cruz de la Sierra | 29 augustus 1980  | Vriendschappelijk    | Bolivia – Paraguay | 1 – 3   |
| 31 | Asunción                | 18 september 1980 | Vriendschappelijk    | Paraguay – Bolivia | 2 – 1   |
| 32 | La Paz                  | 3 augustus 1983   | Vriendschappelijk    | Bolivia – Paraguay | 2 – 1   |
| 33 | Santa Cruz de la Sierra | 5 augustus 1983   | Vriendschappelijk    | Bolivia – Paraguay | 1 – 3   |
| 34 | Santa Cruz de la Sierra | 26 mei 1985       | WK 1986 kwalificatie | Bolivia – Paraguay | 1 – 1   |
| 35 | Asunción                | 9 juni 1985       | WK 1986 kwalificatie | Paraguay – Bolivia | 3 – 0   |
| 36 | Santa Cruz de la Sierra | 14 juni 1987      | Vriendschappelijk    | Bolivia – Paraguay | 0 – 2   |
| 37 | Rosario                 | 28 juni 1987      | Copa América 1987    | Paraguay – Bolivia | 0 – 0   |
| 38 | Cochabamba              | 25 mei 1989       | Vriendschappelijk    | Bolivia – Paraguay | 3 – 2   |
| 39 | Asunción                | 1 juni 1989       | Vriendschappelijk    | Paraguay – Bolivia | 2 – 0   |
| 40 | Santa Cruz de la Sierra | 14 juni 1991      | Vriendschappelijk    | Bolivia – Paraguay | 0 – 1   |
| 41 | Asunción                | 16 juni 1991      | Vriendschappelijk    | Paraguay – Bolivia | 0 – 0   |
| 42 | Asunción                | 3 maart 1993      | Vriendschappelijk    | Paraguay – Bolivia | 1 – 0   |
| 43 | Cochabamba              | 27 mei 1993       | Vriendschappelijk    | Bolivia – Paraguay | 2 – 1   |
| 44 | Cochabamba              | 14 mei 1995       | Vriendschappelijk    | Bolivia – Paraguay | 1 – 1   |
| 45 | Asunción                | 9 juni 1995       | Vriendschappelijk    | Paraguay – Bolivia | 0 – 0   |
| 46 | Sucre                   | 14 februari 1996  | Vriendschappelijk    | Bolivia – Paraguay | 4 – 1   |
| 47 | Asunción                | 26 juli 1996      | Vriendschappelijk    | Paraguay – Bolivia | 2 – 0   |
| 48 | La Paz                  | 15 december 1996  | WK 1998 kwalificatie | Bolivia – Paraguay | 0 – 0   |
| 49 | Asunción                | 5 september 1997  | WK 1998 kwalificatie | Paraguay – Bolivia | 2 – 1   |
| 50 | Guatemala-Stad          | 7 maart 1999      | Vriendschappelijk    | Paraguay – Bolivia | 3 – 0   |
| 51 | Asunción                | 29 juni 1999      | Copa América 1999    | Paraguay – Bolivia | 0 – 0   |
| 52 | Buenos Aires            | 3 november 1999   | Vriendschappelijk    | Bolivia – Paraguay | 0 – 0   |
| 53 | La Paz                  | 27 juli 2000      | WK 2002 kwalificatie | Bolivia – Paraguay | 0 – 0   |
| 54 | Asunción                | 5 september 2001  | WK 2002 kwalificatie | Paraguay – Bolivia | 5 – 1   |
| 55 | Ciudad del Este         | 13 februari 2002  | Vriendschappelijk    | Paraguay – Bolivia | 2 – 2   |
| 56 | La Paz                  | 1 juni 2004       | WK 2006 kwalificatie | Bolivia – Paraguay | 2 – 1   |
| 57 | Asunción                | 8 juni 2005       | WK 2006 kwalificatie | Paraguay – Bolivia | 4 – 1   |
| 58 | Santa Cruz de la Sierra | 20 juni 2007      | Vriendschappelijk    | Bolivia – Paraguay | 0 – 0   |
| 59 | La Paz                  | 18 juni 2008      | WK 2010 kwalificatie | Bolivia – Paraguay | 4 – 2   |
| 60 | Asunción                | 5 september 2009  | WK 2010 kwalificatie | Paraguay – Bolivia | 1 – 0   |
| 61 | Santa Cruz de la Sierra | 4 juni 2011       | Vriendschappelijk    | Bolivia – Paraguay | 0 – 2   |
| 62 | Ciudad del Este         | 7 juni 2011       | Vriendschappelijk    | Paraguay – Bolivia | 0 – 0   |
| 63 | La Paz                  | 9 juni 2012       | WK 2014 kwalificatie | Bolivia – Paraguay | 3 – 1   |
| 64 | Asunción                | 6 september 2013  | WK 2014 kwalificatie | Paraguay – Bolivia | 4 – 0   |
| 65 | Asunción                | 17 november 2015  | WK 2018 kwalificatie | Paraguay − Bolivia | 2 − 1   |
| 66 | La Paz                  | 14 november 2016  | WK 2018 kwalificatie | Bolivia − Paraguay | 1 − 0   |
| 67 | Asunción                | 17 november 2020  | WK 2022 kwalificatie | Paraguay − Bolivia | 2 − 2   |
| 68 | Goiânia                 | 14 juni 2021      | Copa América 2021    | Paraguay − Bolivia | 3 − 1   |
| 69 | La Paz                  | 14 oktober 2021   | WK 2022 kwalificatie | Bolivia − Paraguay | 4 − 0   |
| 70 | Asunción                | 17 oktober 2023   | WK 2026 kwalificatie | Paraguay − Bolivia | 1 − 0   |
| 71 | La Paz                  | 19 november 2024  | WK 2026 kwalificatie | Bolivia − Paraguay | 2 − 2   |

## Samenvatting
| Competitie        | Totaal gespeeld | Winst Bolivia | Gelijk | Winst Paraguay | Doelsaldo Bolivia – Paraguay |
| ----------------- | --------------- | ------------- | ------ | -------------- | ---------------------------- |
| WK-kwalificatie   | 22              | 6             | 5      | 11             | 26 − 40                      |
| Copa América      | 11              | 1             | 2      | 8              | 8 − 31                       |
| Vriendschappelijk | 38              | 9             | 12     | 17             | 42 − 66                      |
| Totaal            | 71              | 16            | 19     | 36             | 76 − 137                     |

Wedstrijden bepaald door strafschoppen worden, in lijn met de FIFA, als een gelijkspel gerekend.

## Details

### Eerste ontmoeting
| Copa América 1926 (La Florida, Chili, 23 oktober 1926):                                                                  |       |                 |
| Paraguay | 6 – 1 | Bolivia         |
| Ildefonso López 57' Ceferino Ramírez 68' Ceferino Ramírez 72' Julio Ramírez 76' Ildefonso López 81' Ceferino Ramírez 88' | goals | 15' Carlos Soto |

### Tweede ontmoeting
| Copa América 1946 (Buenos Aires, Argentinië, 26 januari 1946):                                         |       |                                               |
| Paraguay                                                                                               | 4 – 2 | Bolivia                                       |
| Alejandrino Genes 30' Delfín Benítez Cáceres 44' Juan Bautista Villalba 67' Juan Bautista Villalba 88' | goals | 20' (e.d.) Doroteo Coronel 42' Zenón González |

### Derde ontmoeting
| Copa América 1947 (Guayaquil, Ecuador, 18 december 1947):  |       |                    |
| Paraguay                                                   | 3 – 1 | Bolivia            |
| Leocadio Marín 5' Alejandrino Genes 20' Enrique Avalos 25' | goals | 71' Zenón González |

### 29ste ontmoeting
| Vriendschappelijk (La Paz, Bolivia, 26 augustus 1980): |       |                    |
| Bolivia                                                | 1 – 1 | Paraguay           |
| Miguel Aguilar 60'                                     | goals | 31' Evaristo Isasi |

### 30ste ontmoeting
| Vriendschappelijk (Santa Cruz de la Sierra, Bolivia, 29 augustus 1980): |       |                                                              |
| Bolivia                                                                 | 1 – 3 | Paraguay                                                     |
| Miguel Aguilar 32'                                                      | goals | 8' Aldo Florentín 31' Evaristo Isasi 87' Miguel Michelagnoli |

### 31ste ontmoeting
| Vriendschappelijk (Asunción, Paraguay, 18 september 1980): |       |                    |
| Paraguay                                                   | 2 – 1 | Bolivia            |
| Fidel Miño 22' Pedro López 86'                             | goals | 44' Miguel Aguilar |

### 32ste ontmoeting
| Vriendschappelijk (La Paz, Bolivia, 3 augustus 1983): |       |                      |
| Bolivia                                               | 2 – 1 | Paraguay             |
| Gaston Taborga 78' David Camacho 86'                  | goals | 90+4' Aldo Florentín |

### 33ste ontmoeting
| Vriendschappelijk (Santa Cruz de la Sierra, Bolivia, 5 augustus 1983): |       |                                                           |
| Bolivia                                                                | 1 – 3 | Paraguay                                                  |
| Silvio Rojas ??'                                                       | goals | ??' Rogelio Delgado ??' Aldo Florentín ??' Aldo Florentín |

### 34ste ontmoeting
| WK 1986 kwalificatie (Santa Cruz de la Sierra, Bolivia, 26 mei 1985): |       |                       |
| Bolivia                                                               | 1 – 1 | Paraguay              |
| Silvio Rojas 9'                                                       | goals | 82' Jorge Amado Nunes |

### 35ste ontmoeting
| WK 1986 kwalificatie (Asunción, Paraguay, 9 juni 1985): |              | |
| Paraguay | 3 – 0        | Bolivia |
| Alfredo Mendoza 18' Justo Jacquet 35' Julio César Romero 48' | goals        | |
| Cayetano Ré | bondscoach   | Raúl Piño |
| Ever Hugo Almeida Virginio Cacéres 75' Rogelio Delgado César Zabala Justo Jacquet Gustavo Benítez Javier Villalba Julio César Romero Buenaventura Ferreira Jorge Amado Nunes Alfredo Mendoza 87' | opstellingen | Luis Galarza Wilson Ávilla Miguel Ángel Noro Rolando Coimbra Roberto Pérez 55' Erwin Céspedes Roly Paniagua José Milton Melgar Erwin Romero Edgar Castillo 55' Silvio Rojas |
| Juan Bautista Torales 75' Enrique Villalba 87' | wissels      | 55' Juan Carlos Sánchez 55' Carlos Borja |
| - Eerste en enige interland van Erwin Céspedes voor Bolivia. |              | |

### 36ste ontmoeting
| Vriendschappelijk (Santa Cruz de la Sierra, Bolivia, 14 juni 1987):                                                                                            |              | |
| Bolivia | 0 – 2        | Paraguay |
| | goals        | 38' Ramón Palacios 88' Justo Jacquet |
| Osvaldo Veiga | bondscoach   | Silvio Parodi |
| Marco Barrero Carlos Arias Wilson Avila Rómer Roca Rolando Coimbra Félix Vera Carlos Borja Federico Justiniano Mauricio Ramos Roly Paniagua Víctor Hugo Antelo | opstellingen | Roberto Fernández Juan Torales Rogelio Delgado César Zabala Justo Jacquet Rafael Bobadilla Gustavo Benítez ??' Jorge Guasch ??' Ramón Hicks Félix Torres ??' Gabriel González |
| | wissels      | ??' Jorge Nunes ??' Buenaventura Ferreira ??' Ramón Palacios |

### 37ste ontmoeting
| Copa América 1987 (Rosario, Argentinië, 28 juni 1987): |              | |
| Paraguay | 0 – 0        | Bolivia |
| | goals        | |
| Silvio Parodi | bondscoach   | Osvaldo Veiga |
| Roberto Fernández Juan Torales César Zabala Rogelio Delgado Justo Jacquet Julio César Romero Jorge Nunes Adolfino Cañete 52' Ramón Angel Hicks 72' Roberto Cabañas Gabriel González | opstellingen | Marco Barrero Wilson Avila Rolando Coimbra Miguel Ángel Noro Félix Vera Carlos Borja 46' José Milton Melgar Eduardo Villegas Carlos Arias 78' Roly Paniagua Álvaro Peña |
| Ramón Palácios 52' Félix Torres 72' | wissels      | 46' Federico Justiniano 78' Óscar Ramírez |

### 38ste ontmoeting
| Vriendschappelijk (Cochabamba, Bolivia, 25 mei 1989): |              | |
| Bolivia | 3 – 2        | Paraguay |
| Álvaro Peña 19' Arturo García 38' Arturo García 50' | goals        | 58' Aristides Rojas 87' Julio César Franco |
| Jorge Habegger | bondscoach   | Eduardo Manera |
| Luis Galarza Rómer Roca Miguel Rimba Eligio Martínez Carlos Arias Carlos Borja Vladimir Soria Milton Melgar Erwin Sánchez ??' Álvaro Peña ??' Arturo García ??' | opstellingen | Roberto Fernández Virginio Cáceres Luis Caballero ??' Catalino Rivarola ??' Justo Jacquet ??' Javier Ferreira Julio César Franco José Riveros Buenaventura Ferreira ??' Félix Brítez Román Ramón Palacios |
| Francisco Takeo ??' Fernando Salinas ??' Roly Paniagua ??' | wissels      | ??' Mario Ramírez ??' Augusto Chamorro ??' Aristides Rojas ??' Félix Torres |
| - Debuut van Francisco Takeo, Erwin Sánchez, Arturo García en Eligio Martínez voor Bolivia.                                                                     |              | |

### 39ste ontmoeting
| Vriendschappelijk (Asunción, Paraguay, 1 juni 1989): |              | |
| Paraguay | 2 – 0        | Bolivia |
| Buenaventura Ferreira 14' Buenaventura Ferreira 25' (pen.) | goals        | |
| Eduardo Manera | bondscoach   | Jorge Habegger |
| Darío Espindola Luis Caballero Rogelio Delgado Catalino Rivarola Virginio Cáceres Javier Ferreira Julio César Franco José Riveros Buenaventura Ferreira Félix Brítez Román ??' Ramón Palacios | opstellingen | Luis Galarza Rómer Roca Ricardo Fontana Eligio Martínez Marciano Saldias Carlos Borja Vladimir Soria Carlos Arias Erwin Sánchez Álvaro Peña Arturo García |
| Félix Torres ??' | wissels      | |

### 40ste ontmoeting
| Vriendschappelijk (Santa Cruz de la Sierra, Bolivia, 14 juni 1991): |              | |
| Bolivia | 0 – 1        | Paraguay |
| | goals        | 70' Gabriel González |
| Ramiro Blacutt | bondscoach   | Carlos Kiese |
| Marco Barrero Eduardo Jiguchi Marcos Ferrufino Marciano Saldias Carlos Borja ??' Modesto Molina ??' Ramiro Castillo Miguel Rimba José Milton Melgar Marco Etcheverry Julio César Baldivieso ??' | opstellingen | José Luis Chilavert Teofilo Barrios Luis Cristaldo Catalino Rivarola Justo Jacquet Enislao Struway Osvaldo Peralta ??' Victor Genes José Cardozo Luis Romero Juan Carlos Yegros |
| Alvaro Peña ??' Juan Berthy Suárez ??' José Luis Medrano ??' | wissels      | ??' Gabriel González |
| - Debuut van Eduardo Jiguchi, Modesto Molina, Juan Berthy Suárez, José Luis Medrano en Julio César Baldivieso voor Bolivia.                                                                     |              | |

### 41ste ontmoeting
| Vriendschappelijk (Asunción, Paraguay, 16 juni 1991): |              | |
| Paraguay | 0 – 0        | Bolivia |
| | goals        | |
| Carlos Kiese | bondscoach   | Ramiro Blacutt |
| José Luis Chilavert Teofilo Barrios Luis Cristaldo Catalino Rivarola Justo Jacquet Enislao Struway ??' Osvaldo Peralta Fermin Balbuena ??' Luis Monzón ??' Luis Romero Juan Carlos Yegros | opstellingen | Marco Barrero Eduardo Jiguchi Modesto Soruco Marcos Ferrufino Marciano Saldias Miguel Rimba Carlos Borja ??' José Milton Melgar ??' Ramiro Castillo Julio César Baldivieso ??' Juan Berthy Suárez |
| Miguel Sanabria ??' Victor Genes ??' José Cardozo ??' | wissels      | ??' Juan Carlos Chavez ??' José Luis Medrano ??' Modesto Molina |
| José Cardozo ??' | rode kaarten | ??' Eduardo Jiguchi |

### 42ste ontmoeting
| Vriendschappelijk (Asunción, Paraguay, 3 maart 1993): |              | |
| Paraguay | 1 – 0        | Bolivia |
| Felipe Nery Franco 89' | goals        | |
| Alicio Solalinde | bondscoach   | Xabier Azkargorta |
| Celso Guerrero 46' Andrés Duarte 46' Carlos Gamarra Celso Ayala Hugo Ruiz Viera Pablo Nascimiento 46' Silvio Suárez Salomón Riveros Alejandro Cano Felipe Nery Franco Virgilio Ferreira 46' | opstellingen | Rubén Darío Rojas 46' Modesto Soruco Juan Manuel Peña Sergio Rivero Marcos Francisquine Luis Cristaldo Francisco Takeo Milton Melgar 46' Johnny Villarroel Ramiro Castillo 62' Jaime Moreno |
| Jorge Battaglia 46' Justo Meza 46' Juan Carlos Villamayor 46' Marcial Garay 46' | wissels      | 46' Rafael Salguero 46' Juan Carlos Ríos 62' Modesto Molina |

### 43ste ontmoeting
| Vriendschappelijk (Cochabamba, Bolivia, 27 mei 1993): |       |                       |
| Bolivia                                               | 2 – 1 | Paraguay              |
| Jaime Moreno 21' Juan Carlos Ríos 87'                 | goals | 71' Virgilio Ferreira |

### 44ste ontmoeting
| Vriendschappelijk (Cochabamba, Bolivia, 14 mei 1995): |              | |
| Bolivia | 1 – 1        | Paraguay |
| José Milton Melgar 75' | goals        | 70' Fabian Esteche |
| Antonio López | bondscoach   | Ladislao Kubala |
| Mauricio Soria Carlos Borja Marco Antonio Sandy Miguel Rimba Luis Cristaldo José Milton Melgar Vladimir Soria Juan Carlos Chávez ??' Julio César Baldivieso Luis Ramallo ??' Raúl Gutiérrez ??' | opstellingen | ??' Jorge Battaglia Pedro Sarabia Celso Ayala Silvio Suárez Osvaldo Peralta Nery Ortíz ??' Richard Báez Fabian Esteche ??' Carlos Luis Torres ??' Virgilio Ferreira ??' Héctor Vidal Martinez |
| Tomas Gutiérrez ??' Hebert Arandia ??' Demetrio Angola ??' | wissels      | ??' Danilo Aceval ??' Rubén Martín Ruíz ??' Celso González ??' Jorge Luis Campos |
| José Cardozo ??' | rode kaarten | ??' Eduardo Jiguchi |
| - Debuut van Jorge Luis Campos (Club Olimpia) voor Paraguay. |              | |

### 45ste ontmoeting
| Vriendschappelijk (Asunción, Paraguay , 9 juni 1995): |              | |
| Paraguay | 0 – 0        | Bolivia |
| | goals        | |
| Ladislao Kubala | bondscoach   | Antonio López |
| Jorge Battaglia 46' Nery Ortíz Osvaldo Peralta 46' Carlos Gamarra Silvio Suárez Virgilio Ferreira 46' Estanislao Struway Francisco Esteche Casiano Delvalle Richart Báez José Cardozo 46' | opstellingen | Mauricio Soria Oscar Sánchez Miguel Rimba Robert Arteaga Marco Antonio Sandy Luis Cristaldo Carlos Borja José Milton Melgar Mauricio Ramos 63' Miguel Mercado 63' Jaime Moreno |
| Danilo Aceval 46' Pedro Sarabia 46' Roberto Acuña 46' Edgar Denis 46' | wissels      | 63' Juan Berthy Suárez 63' Ramiro Castillo |

### 46ste ontmoeting
| Vriendschappelijk (Sucre, Bolivia, 14 februari 1996):                           |       |                            |
| Bolivia                                                                         | 4 – 1 | Paraguay                   |
| Ramiro Castillo 8' Rubén Tufiño 57' Juan Berthy Suárez 62' Marco Etcheverry 85' | goals | 55' (pen.) Juan Villamayor |

### 47ste ontmoeting
| Vriendschappelijk (Asunción, Paraguay, 26 juli 1996): |       |         |
| Paraguay                                              | 2 – 0 | Bolivia |
| Celso Ayala 26' José Cardozo 54'                      | goals |         |

### 48ste ontmoeting
| WK 1998 kwalificatie (La Paz, Bolivia, 15 december 1996): |              | |
| Bolivia | 0 – 0        | Paraguay |
| | goals        | |
| Antonio López | bondscoach   | Paulo César Carpeggiani |
| Carlos Trucco Juan Manuel Peña Marco Sandy Miguel Rimba Iván Castillo Luis Ramallo 46' Fernando Ochoaizpur Rubén Tufiño 46' Marco Etcheverry Ramiro Castillo Jaime Moreno 62' | opstellingen | José Luis Chilavert Celso Ayala Jorge Alcaraz Denis Caniza Juan Villamayor Julio Enciso Estanislao Struway 81' Roberto Acuña 60' Richart Báez Arístides Rojas 55' Miguel Ángel Benítez |
| Vladimir Soria 46' Róger Suárez 46' Juan Berthy Suárez 62' | wissels      | 55' Harles Bourdier 60' Osvaldo Cohener 81' Justo Meza |
| Miguel Rimba 60' Marco Etcheverry 69' | gele kaarten | 13' Jorge Alcaraz 19' José Luis Chilavert 35' Estanislao Struway 86' Celso Ayala |
| - Debuut van aanvaller Róger Suárez voor Bolivia. |              | |

### 51ste ontmoeting
| Copa América 1999 (Asunción, Paraguay, 29 juni 1999): |       |         |
| Paraguay                                              | 0 – 0 | Bolivia |
|                                                       | goals |         |

### 52ste ontmoeting
| Vriendschappelijk (Buenos Aires, Argentinië, 3 november 1999): |       |          |
| Bolivia                                                        | 0 – 0 | Paraguay |
|                                                                | goals |          |

### 53ste ontmoeting
| WK 2002 kwalificatie (La Paz, Bolivia, 27 juli 2000): |       |          |
| Bolivia                                               | 0 – 0 | Paraguay |
|                                                       | goals |          |
| - Debuut van Paulo da Silva voor Paraguay.            |       |          |

### 62ste ontmoeting
| Vriendschappelijk (Ciudad del Este, Paraguay, 7 juni 2011): |       |         |
| Paraguay                                                    | 0 – 0 | Bolivia |
|                                                             | goals |         |

### 66ste ontmoeting
| WK 2018 kwalificatie (La Paz, Bolivia, 14 november 2016): |       |          |
| Bolivia                                                   | 1 – 0 | Paraguay |
| Gustavo Gómez 78' (e.d.)                                  | goals |          |